# Chiayi
Chiayi (Chinois traditionnel : 嘉義市; Pinyin Hanyu : Jiāyì Shì; Pinyin Tongyong : Jiayì Shìh; EFEO : Kiayi che; taïwanais : Ka-gī chhī) est une ville provinciale du sud-ouest de Taïwan. La ville s'appelait Kagi pendant l'occupation japonaise et son nom chinois historique (諸羅山) dérive du mot aborigène taïwanais Tirosen.
Chiayi est le point de départ du train touristique vers le Parc national d'Alishan, le chemin de fer de la forêt d'Alishan.
La spécialité culinaire est le riz au poulet (雞肉飯; Pinyin Hanyu : jī ròu fàn; Bopomofo : ㄐㄧ ㄖㄡˋ ㄈㄢˋ).

## Histoire

### Période pré-coloniale
À l’origine peuplée par les aborigènes Hoanya, la région est alors nommée Tirosen (ou Tirocen, Tiracen). Lors de l’arrivée de migrants chinois Han dans le sud-ouest de Taïwan, le nom prononcé en hokkien évolue en Tsulosan (chinois : 諸羅山 ; pinyin : Zhūluóshān ; Pe̍h-ōe-jī : Chu-lô-san). Par simplification, Tsulosan est raccourci en Tsulo.

### Formose hollandaise
Les archives hollandaises témoignent de « Tirosen » comme le nom le plus répandu pour cette aire comprise entre le nord de Mattau (aujourd’hui district de Madou) et le sud de Favorlang (ville de Huwei).

### Royaume de Tungning
En 1661, Koxinga défait les Hollandais et fonde le royaume de Tungning. Il établit une province, Cheng-Tien-Fu, et deux comtés, Tien-Hsing et Wan-Nien, séparés par la rivière Hsin-Kang (aujourd’hui Yanshui). Chiyai était sous la juridiction du comté de Tien-Hsing.

### Dynastie Qing
En 1683, à l’aube de la domination Qing, l’île est administrée par la Préfecture de Taïwan, elle-même dépendante de la Province du Fujian. En 1684, le comté de Tsulo est créé et englobait à l’origine les deux-tiers nord et sous-développés de Taïwan. En 1704, le siège du comté est déplacé à Tsulosan, sur le site de l’actuelle ville de Chiayi.
En 1727, le magistrat Liu Liang-Bi renforce les défenses de la ville en reconstruisant les portes et en élevant au-dessus une plateforme de tir. Les quatre portes sont nommées « Chin Shan » à l’est, « Tai Hai » à l’ouest, « Chung Yang » au sud et « Kung Chen » au nord.
En 1786, la rébellion de Lin Shuangwen (en) assiège Tsulosan mais se révèle incapable de s’emparer de la cité défendue par ses habitants. Le 3 novembre de la même année, l’empereur Qing la renomme Kagee (嘉義, « excellente vertu ») pour louer la loyauté de ses citoyens.

### Domination japonaise
En 1895, Taïwan est cédé au Japon lors du traité de Shimonoseki. En 1904, Kagi est la quatrième ville la plus peuplée de Taïwan, avec une population d’environ 20 000 personnes. En 1906, le séisme de Meishan dévaste la ville, rapidement reconstruite par les autorités japonaises. En 1907 débutent les travaux du chemin de fer de la forêt d’Alishan. En 1920, la cité devient autonome en tant que Ville de Kagi (嘉義街), District de Kagi, Préfecture de Tainan (incluant alors la ville de Tainan, le comté de Chiayi et le comté de Yunlin modernes).

### République de Chine
Après la rétrocession de Taïwan à la République de Chine en octobre 1945, la ville de Chiayi est constituée comme une ville provinciale de la province de Taïwan. La cité est séparée en huit quartiers : Bajiang, Beimen, Beizhen, Nanmen, Tungmen, Tungshan, Ximen et Zhuwei. En 1946, les quartiers sont réorganisés : des huit initiaux, les fusions en recréent quatre nouveaux auxquels se rajoutent Shuishang et Taibao enlevés au comté de Tainan.
Le 16 août 1950, une réforme territoriale rétrograde Chiayi en tant que Ville administrée par le comté, fusionnant avec le comté de Chiayi dont elle devient le chef-lieu.
Le 1er juillet 1982, sous la pression des élites locales, la ville de Chiayi est élevée au rang de ville provinciale. Le 6 octobre 1990, le quartier Est et le quartier Ouest sont établis.

## Géographie
La ville de Chiayi est située dans la partie occidentale de Taïwan, au nord de la plaine Jianan, au sud-ouest de l’île. A l’est s’élève la montagne Alishan, à l’ouest on trouve l’aéroport de Chiayi, au nord coule la rivière Puzi, et au sud la rivière Bazhang. La ville, occupant une surface totale de 60,0256 km², est une enclave dans le comté de Chiayi.

## Principaux monuments
- Le Musée de céramiques Cochin
- Le Parc de Chiayi
- Le lac des Orchidées (aussi appelé Lac Hollandais)
- L'université de Chiayi
- Le Musée de Chiayi
- Taiwan Hinoki Museum
- Chiayi Prison Museum
- Chiayi Jen Wu Temple
- Chiayi Cheng Huang Temple
- Chia-Le-Fu Night Market

## Administration
La ville de Chiayi est une ville provinciale de la République de Chine (Taïwan), administrée par le gouvernement de la ville de Chiayi. Le maire actuel est Huang Min-hui, appartenant au Kuomintang.
| Chiayi possède deux districts (區 qu): | Districts |         | Population | Superficie |
|                                        |           |         | 2009       | km²        |
| ■ District Est                         | 東區      | 128 282 | 29,1195    |            |
| ■ District Ouest                       | 西區      | 145 786 | 30,9061    |            |

## Économie
Chiayi possède un aéroport domestique (嘉義航空站, code AITA : CYI) .
La base aérienne de Chiayi proche de la ville abrite le 4th Tactical Fighter Wing de la Force aérienne de la République de Chine, équipé de 76 chasseurs F-16A/B.

## Éducation
- National Chiayi University

- Tatung Institute of Commerce and Technology

- Chung Jen College of Nursing, Health Science and Management

## Climat
La ville de Chiayi connaît un climat humide subtropical (classification de Köppen). Les vents venus du nord-est pendant l’automne et l’hiver créent une dépression dispersant les nuages orageux, alors que les vents du sud-ouest de la fin du printemps et de l’été apportent la pluie, les précipitations de juillet et août équivalent à 60% du total annuel. L’humidité est élevée toute l’année durant, y compris l’hiver.
| Mois                              | jan.  | fév.  | mars | avril | mai   | juin  | jui.  | août  | sep.  | oct. | nov.  | déc.  | année   |
| --------------------------------- | ----- | ----- | ---- | ----- | ----- | ----- | ----- | ----- | ----- | ---- | ----- | ----- | ------- |
| Température minimale moyenne (°C) | 12,1  | 13,3  | 15,5 | 18,9  | 21,8  | 24    | 24,9  | 24,6  | 23,2  | 20,6 | 16,8  | 13    | 19,1    |
| Température moyenne (°C)          | 16,1  | 16,8  | 19,4 | 22,9  | 25,5  | 27,6  | 28,4  | 27,8  | 26,7  | 24,3 | 20,9  | 17,4  | 22,8    |
| Température maximale moyenne (°C) | 21,8  | 22    | 24,7 | 27,9  | 30,3  | 32,2  | 32,9  | 32,2  | 31,6  | 29,8 | 26,9  | 23,7  | 28      |
| Ensoleillement (h)                | 153,2 | 121,8 | 143  | 150,3 | 156,8 | 176,9 | 208,6 | 184,1 | 186,9 | 174  | 151,7 | 158,7 | 1 966   |
| Précipitations (mm)               | 27,6  | 57,7  | 62,2 | 107,6 | 189,2 | 350,7 | 304,3 | 422,1 | 148,9 | 22,7 | 12,2  | 20,9  | 1 726,1 |
| Humidité relative (%)             | 81,8  | 83,1  | 83,7 | 84,1  | 84,5  | 82    | 80,4  | 83,6  | 84,7  | 84,1 | 81,4  | 80,3  | 82,8    |

## Personnalités liées
- Lin Yushan (1907-2004), peintre aquarelliste
- Tan Ting-pho (1895-1947), peintre, y est mort, fusillé lors de l'incident 228.
- Sow-Hsin Chen (1935), physicien américain
- Vincent Siew (1939), politicien, Vice-président de la République de Chine (2008-2012), Vice-Président du Kuomintang
- Deng Feng-Zhou (1949), poète
- Huang Min-hui (1959), maire de la ville
- Lo Chen-Jung (1961), sportif
- Wu Bai (1968), chanteur